# العلاقات المجرية الماليزية
العلاقات المجرية الماليزية هي العلاقات الثنائية التي تجمع بين المجر وماليزيا.

## مقارنة بين البلدين
هذه مقارنة عامة ومرجعية للدولتين:
| وجه المقارنة                                              | المجر                                                       | ماليزيا       |
| --------------------------------------------------------- | ----------------------------------------------------------- | ------------- |
| المساحة (كم2)                                             | 93.04 ألف                                                   | 330.29 ألف    |
| عدد السكان (نسمة)                                         | 9.78 مليون                                                  | 31.62 مليون   |
| الكثافة السكانية (ن./كم²)                                 | 105.12                                                      | 95.73         |
| العاصمة                                                   | بودابست                                                     | كوالالمبور    |
| اللغة الرسمية                                             | لغة مجرية                                                   | لغة ماليزية   |
| العملة                                                    | فورنت مجري                                                  | رينغيت ماليزي |
| الناتج المحلي الإجمالي (بليون دولار)                      | 139.14 مليار                                                | 314.50 مليار  |
| الناتج المحلي الإجمالي (تعادل القوة الشرائية) بليون دولار | 260.42 مليار                                                | 817.43 مليار  |
| الناتج المحلي الإجمالي الاسمي للفرد دولار أمريكي          | 12.36 ألف                                                   | 9.77 ألف      |
| الناتج المحلي الإجمالي للفرد دولار أمريكي                 | 25.07 ألف                                                   | 25.64 ألف     |
| مؤشر التنمية البشرية                                      | 0.828                                                       | 0.779         |
| رمز المكالمات الدولي                                      | +36                                                         | +60           |
| رمز الإنترنت                                              | .hu                                                         | .my           |
| المنطقة الزمنية                                           | ت ع م+01:00، ت ع م+02:00، أوروبا/بودابست ‏، توقيت وسط أوروبا | ت ع م+08:00   |

## منظمات دولية مشتركة
يشترك البلدان في عضوية مجموعة من المنظمات الدولية، منها:
| علم المنظمة | اسم المنظمة                               | تاريخ انضمام المجر | تاريخ انضمام ماليزيا |
| ----------- | ----------------------------------------- | ------------------ | -------------------- |
|             | مؤسسة التنمية الدولية                     | 29 أبريل 1985      | 24 سبتمبر 1960       |
|             | يونسكو                                    | 14 سبتمبر 1948     | 16 يونيو 1958        |
|             | وكالة ضمان الاستثمار متعدد الأطراف        | 21 أبريل 1988      | 6 ديسمبر 1991        |
|             | الأمم المتحدة                             | 14 ديسمبر 1955     | 17 سبتمبر 1957       |
|             | الفريق المعني برصد الأرض                  | ?                  | ?                    |
|             | الاتحاد البريدي العالمي                   | ?                  | ?                    |
|             | البنك الدولي للإنشاء والتعمير             | 7 يوليو 1982       | 7 مارس 1958          |
|             | الاتحاد الدولي للاتصالات                  | 1866               | 3 فبراير 1958        |
|             | منظمة حظر الأسلحة الكيميائية              | ?                  | ?                    |
|             | مؤسسة التمويل الدولية                     | 29 أبريل 1985      | 20 مارس 1958         |
|             | المركز الدولي لتسوية المنازعات الاستشارية | 6 مارس 1987        | 14 أكتوبر 1966       |
|             | منظمة التجارة العالمية                    | 1995               | ?                    |
|             | منظمة الشرطة الجنائية الدولية             | ?                  | ?                    |

## وصلات خارجية
- موقع وزارة الخارجية المجرية
- موقع وزارة الخارجية الماليزية